# Kevin Nichols
Kevin John Nichols (Grafton, 4 luglio 1955) è un ex pistard australiano.
Ha vinto una medaglia d'oro olimpica nel ciclismo su pista, alle Olimpiadi 1984 tenutosi a Los Angeles, in particolare nella gara di inseguimento a squadre.
Ha anche partecipato alle Olimpiadi 1976 e alle Olimpiadi 1980.